# Augy (Aisne)
Augy – miejscowość i gmina we Francji, w regionie Hauts-de-France, w departamencie Aisne.
Według danych na styczeń 2014 roku gminę zamieszkiwały 93 osoby, a gęstość zaludnienia wynosiła 36 osób/km².